# Біомеханіка (Мейєрхольд)
 Біомеханіка — театральний термін, введений Всеволодом Мейєрхольдом (1874—1940) для опису системи вправ, спрямованих на розвиток фізичної підготовленості тіла актора до негайного виконання даного йому акторського завдання.
Одним з «винаходів» Всеволода Мейєрхольда, найбільшогореформатора постановочного мистецтва, першого «автора театральної вистави», став особливий акторський тренінг, що отримав назву біомеханіка. Мейєрхольду був необхідний новий актор: що володіє усвідомленням свого місця в багатоскладовій композиції спектаклю і готовий, свідомо користуючись своїм тілом і голосом, відповідально брати участь в творчому процесі. Способом «створення» такого актора стала біомеханіка, яка змінила парадигму акторської роботи.  Створений шляхом експерименту, тренінг не є технікою акторської гри, що підлягає наслідуванню. Це, швидше, сценарій «підготовленого досвіду», який можна актуалізувати, дозволяючи акторові зрозуміти загальні принципи, які керують професією і, дотримуючись їх  створювати композицію власних дій в будь-якому контексті. Така зміна парадигми акторського тренінгу стала значним вкладом в результати  роботи і відкриття таких митців, як Єжи Гротовськи, Еудженіо Барба.
Біомеханіка за Мейєрхольдом — це перш за все «вирощування» актора, методологія виховання, яка розвиває у актора багато навичок, необхідних для сцени: — навичка виразного руху, вміння переходити від напруги до розслаблення, підкорювати дії певному ритму, контролювати баланс, фіксувати ракурси тіла (позиції); — здатність бачити себе зі сторони (внутрішнє дзеркало); — вміння працювати з предметом, взаємодіяти з групою та сценічним простором — змобілізованість всього психофізичного апарату для творчої роботи.
1922 року виставою «Великодушний рогоносець» Кроммелінка Мейєрхольд заявив про конструктивізм та біомеханіку, як засоби виразності нової театральної естетики.
Метод біомеханіки, який розробив Мейєрхольд — це система акторських тренінгів, які дозволяють актору природно і достеменно керувати механізмами рухів тіла та циркуляцією енергії. Меєрхольд запропонував не пускати сплески енергії на самоплив, що призводить до нерівної акторської гри, зривам та непередбачуваності, а вдосконалювати навички самоконтролю та підкорювати енергію собі.

## Сучасна біомеханіка

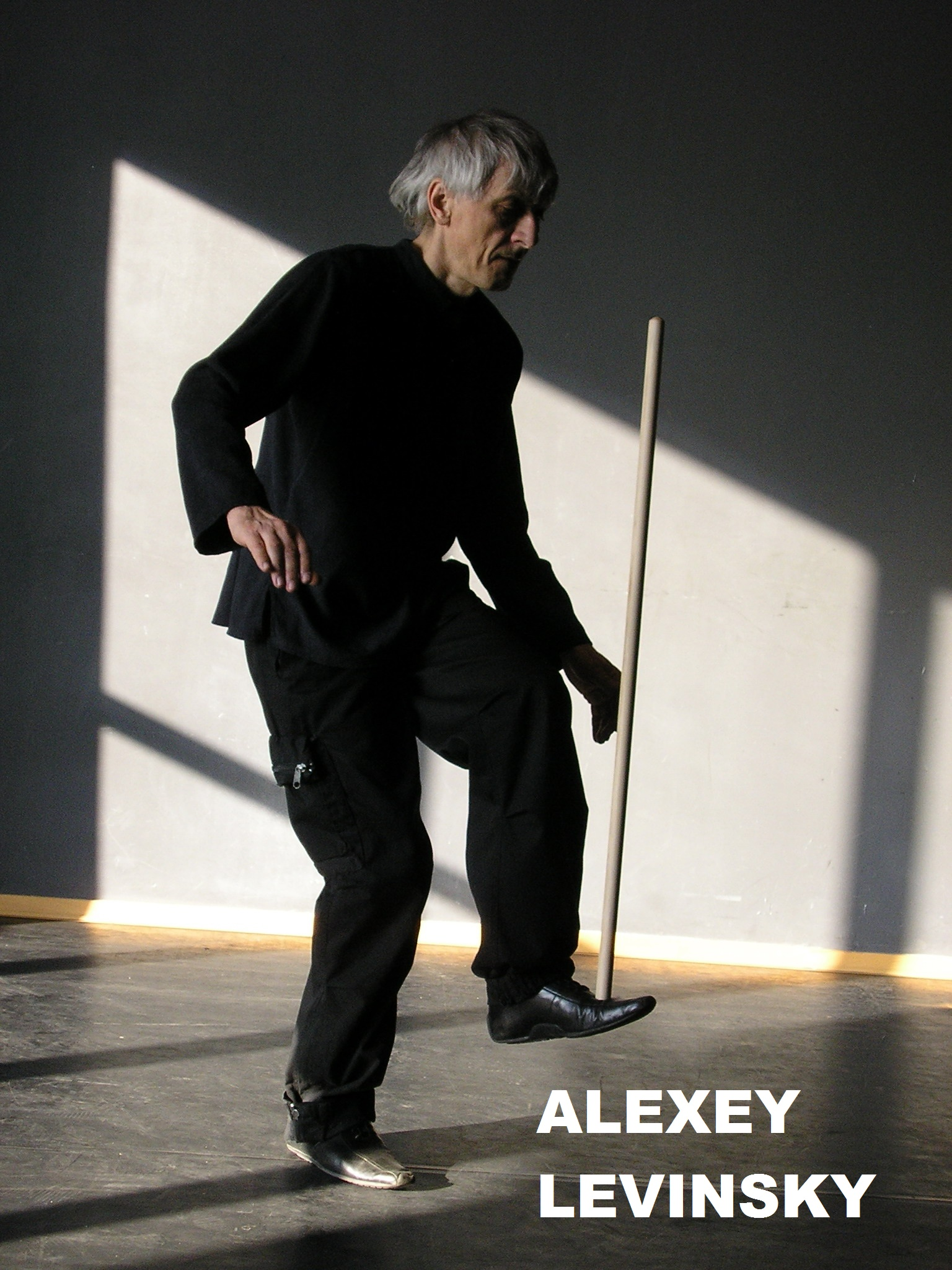
Левинський Олексій Олександрович

### Росія
Богданов Геннадій Миколаєвич — актор, педагог, режисер, каскадер. Закінчив акторський факультет ГІТІСа. Вивчав БІОМЕХАНІКУ під керівництвом Миколи Георгієвича Кустова, актора та інструктора з театральної БІОМЕХАНІКИ у Театрі Всеволода Мейєрхольда. Бере участь у демонстраціях, конференціях та семінарах з БІОМЕХАНІКИ в університетах та наукових центрах по всьому світі (Австрії, Австралії, Бразилії, Бельгії, Канаді, Хорватії, Данії, Франції, Німеччині, Великій Британії, Італії, Польщі, Сербії, Сингапурі, США, Португалії, Словенії). Співпрацює з Міжнародним Центром з Вивчення Театральної Біомеханіки в Перуджі.
Левинський Олексій Олександрович — актор, педагог, режисер, заслужений артист Російської Федерації, лавреат Державної премії Росії. Закінчив акторський факультет Школи-студії МХАТ, курс В. Маркова та вищи режисерські курси у ГІТІСі. БІОМЕХАНІКУ вивчав під керівництвом актора Всеволода Мейєрхольда Миколи Георгієвича Кустова. Олексій Левинський викладає БІОМЕХАНІКУ Всеволода Мейєрхольда в Росії. Проводить майстер-класи в Австрії, Великій Британії та США.

### Україна
Тищук Євген Віталійович — український режисер, драматург, педагог, лавреат театральної премії ім. братів Шерегіїв, випускник Київського національного університету театру, кіно і телебачення ім. I. К. Карпенка-Карого, майстерня К. Дубініна, та Школи-студії (інститут) ім. В. Немировича-Данченка при МХАТ ім. А.П. Чехова, майстерня В.Фокіна. Євген Тищук вивчав БІОМЕХАНІКУ в Центрі ім. Всеволода Меєргольда у Москві під керівництвом майстра Олексія Левинського. Головним режисером Євгеном Тищуком на базі Мукачівського драматичного театру створена акторська група, яка посилено займається театральною біомеханікою Всеволода Мейєрхольда, яка викликає величезну зацікавленість у міжнародного театрального бомонду. Євген Тищук проводить майстер-класи з ТЕАТРАЛЬНОЇ БІОМЕХАНІКИ Всеволода Мейєрхольда як в Україні, так і за кордоном.